# Antidepressant
Antidepressant is een muziekalbum van Lloyd Cole en werd in september 2006 uitgebracht door het platenlabel One Little Indian (VS) en Sanctuary Records (VK). Het album bestaat uit 11 track en de opvolger van Music in a foreign language uit 2003. Er worden geen singles van het album uitgebracht, wel worden digitale 'singles' verspreid voor radiostations.

## Tracks
1. the young idealists
2. woman in a bar
3. NYC sunshine
4. antidepressant
5. I didn't see it coming
6. how wrong can you be?
7. everysong
8. I am not willing (cover van Moby Grape)
9. slip away
10. travelling light (in de Amerikaanse versie 'traveling light' geheten)
11. rolodex incident

## Detailgegevens
Opgenomen in de periode, 2004-2006, in New England, Mixed door Mick Glossop, Magazine Studio, Londen. Mastered door Bunt Stafford Clark, Sanctuary Townhouse, Londen. Uitvoerende productie door Chris Hughes.